# Генеральна військова артилерія
Генеральна військова артилерія («Енеральна войскова артилерія», «Енеральна армата») — центральний орган управління артилерією у Війську Запорозькому, що займався виготовленням, зберіганням, ремонтом та розподілом гармат, а також організовував постачання артилерії. Діяв як у мирний, так і в воєнний час з середини XVII сторіччя до осені 1767 р., коли перетворилися у департамент Другої Малоросійської колегії.

## Формування і розвиток Генеральної артилерії
Формування відомства Генеральної артилерії розпочалося із виділенням артилерії як роду військ — із середини XVII ст. Під час розгортання козацької революції в українському війську проведено реорганізацію артилерії. Всі гармати об'єднано у один підрозділ, призначено постійну обслугу, сформовано штаб артилерії зі своїми службами. Артилерійським арсеналом української армії у перші роки Визвольної війни був Переяслав. Після завершення походів тут зберігались важка польова артилерія та боєзапас для неї, а полкова артилерія — у полкових арсеналах.
За часів функціонування Другої Малоросійської колегії (заснована у 1722 році), що супроводжується процесами загальної бюрократизації Гетьманщини було створено Канцелярію Генеральної артилерії. До її компетенції входила організація бойового застосування, технічне і господарське обслуговування артилерії та фортифікаційних споруд. Їй підлягали полкові обозні та керовані ними полкові артилерійські відділи. Вона підпорядковувалася безпосередньо генеральному обозному і розміщувалася в м. Глухів.
Для управління справами сільськогосподарських маєтків, ливарних та порохових фабрик, що перебували у відомстві канцелярії, залучалися значкові та військові товариші.
Як військово-адміністративний орган канцелярія до 1765 підпорядковувалася Генеральній військовій канцелярії. Вже за наказом 1735 року почалося певне обмеження повноважень Генеральної артилерії: звіти Генеральної артилерії мали передаватися до Генеральної військової канцелярії, а вже звідти направлялися до Генеральної лічильної комісії або у Сенат. Додатково, від 1760 року (згідно з інструкцією К.Розумовського генеральному підскарбію) Генеральна артилерія звітувала перед Генеральною скарбовою канцелярією у фінансово-господарчих питаннях. Із заснуванням Другої Малоросійської колегії стала підзвітною їй та підлягала фінансовому контролю з боку Генеральної лічильної комісії. До осені 1767 р. перетворилися у департамент Другої Малоросійської колегії, перебувала під наглядом її прокурора і щомісяця зобов'язувалися подавати йому відомості про всі справи, які нею вирішувалися.
Генеральна артилерія брала участь у війнах та різноманітних виправах: Козацькій революції 1648—1657 рр., Московсько-українській війні 1658—1659 рр., Російсько-турецькій війні 1686—1700 рр., Російсько-турецькій війні 1735—1739 рр. та ін..

## Структура відомства Генеральної артилерії
При військовій артилерії був цілий штат персоналу, що її обслуговував та підлягав генеральному обозному. Генеральний обозний (або військовий обозний) був головою генеральної артилерії. Він призначав на посади артилерійську старшину («арматну старшину»), хоча це призначення мав затвердити гетьман, а також міг здійснював судочинство над своїми підлеглими.
Перша відома згадка про військового обозного у козацькому війську фіксується у 1601 році, з цього часу посада військового обозного все частіше згадується у джерелах. Посада генерального обозного мала чималий вплив як у війську, так і в державі — генеральний обозний найчастіше отримував статус наказного гетьмана, міг керувати окремою військовою операцією та був ключовою фігурою на раді генеральної старшини.
Склад генеральної артилерійської старшини поступово розширювався, до XVIII сторіччя представлений такими урядами: артилерійський генеральний осавул, артилерійський генеральний писар, артилерійський генеральний хорунжий, артилерійський генеральний отаман. Також існував нижчий штат Генеральної артилерії: це власне артилеристи — пушкарі та гармаші, їхні помічники та різноманітні ремісники, що займалися виготовленням та ремонтом гармат.
На полковому рівні існували аналогічні артилерійські старшинські посади, але часто їхній склад був значно обмежений у порівнянні з центральною Генеральною артилерією. Ще меншим був штат сотенної артилерії, що часто підпорядкувалася безпосередньо сотнику.

## Забезпечення артилерії
Забезпечення артилерії козацького війська лежало на спеціально визначених з цією метою містах і селах. Ще сьомим параграфом договору 1654 року на утримання артилерії віддавали доходи з м. Корсуня та його округи. У другій половині XVII ст. гетьман Брюховецький вимагає на забезпечення артилерії віддати доходи міст Лохвиця і Ромни. У проекті Гадяцьких пунктів на артилерію передбачалося віддавати доходи Житомирського староства та доходи від продажу солі зі всієї України. Гетьман Дорошенко вимагав для утримання Генеральної артилерії віддати Лисянське староство.
З перенесенням гетьманської резиденції з Чигирина до Батурина, на забезпечення артилерії виділили рангові володіння в Ніжинському полку — Короп і Вороніж, що було затверджено гетьманами Самойловичем та Мазепою. Короп до кінця існування козацької військової артилерії, ліквідованої Румянцевим 1782 p., залишався містом, мешканці якого обслуговували військову «армату». Для утримання артилерії до 1709 р. були прикріплені і села, що належали до м. Коропа: Риботин, Сохачі, Райгородок і Лукнів. Випас і зимове фуражування артилерійських коней провадилося у Біловезькому степу.
Штат генеральної артилерії отримував грошове або натуральне жалування, деякі уряди генеральної та полкової артилерійської старшини отримували рангові маєтності на час несення служби.